# Craig Benson (homme politique)
Pour les articles homonymes, voir Craig Benson et Benson.
Craig Benson, né le 8 octobre 1954 à New York, est un homme d'affaires et politique américain membre du Parti républicain, 79e gouverneur du New Hampshire entre 2003 et 2005. Il a fondé l'entreprise Cabletron Systems (en) qui est devenue par la suite Enterasys Networks, l'un des plus importants employeurs de l'État.